# Gmina miejska Čukarica
Gmina miejska Čukarica (serb. Gradska opština Čukarica / Градска општина Чукарица) – gmina miejska w Serbii, w mieście Belgrad. Stanowi centralną dzielnicę Belgradu. W 2018 roku liczyła 177 338 mieszkańców.

## Położenie
Gmina jest położona na południowy zachód od centrum Belgradu, około 3,5 kilometra od ujścia Sawy do Dunaju. Graniczy z gminami miejskimi:  Barajevo, Savski Venac, Nowy Belgrad, Obrenovac i Surčin. Przez jej obszar przebiegają m.in. Autostrada A1 i Magistrala Ibarska.

## Podział administracyjny

### Gminy katastralne
Gmina miejska Čukarica jest podzielona na następujące gminy katastralne:
- Čukarica
- Ostružnica
- Rušanj
- Sremčica
- Umka
- Velika Moštanica
- Veliki Makiš
- Železnik

### Miejscowości i osiedla
Miejscowości i osiedla wchodzące w skład gminy:

- Banovo brdo
- Bele vode
- Cerak
- Cerak-Vinogradi
- Čukarička padina
- Filmski grad
- Golf
- Julino brdo
- Košutnjak
- Makiš
- Pećani
- Sunčana padina
- Ostružnica
- Rucka
- Rušanj
- Sremčica
- Umka
- Vangradska
- Velika Moštanica
- Žarkovo
- Železnik